# Conulata
Conulariida ou Conulata é um grupo primitivo de cnidários atualmente extinto, construtores de recifes. O grupo existiu entre há 550 a 200 milhões de anos, entre os períodos geológicos Ediacarano e Triássico.
As espécies dessa ordem tinham a forma de um cone de sorvete e viviam aderidas a superfícies marinhas, hoje de depósitos fossilíferos, localizados principalmente nas atuais bacias dos rios Amazonas e Paraná, ocupadas por água salgada há milhões de anos.
Já foram classificados como antozoários, mas evidências recentes refutaram tal classificação.